# Allan Vogel
Allan Vogel (* 1944) ist ein US-amerikanischer Oboist und Musikpädagoge.

## Leben und Wirken
Vogel studierte an der Yale University bei Robert Bloom und als Fulbright-Stipendiat  bei Lothar Koch in Berlin sowie bei Fernand Gillet und Josef Marx. Er debütierte in der Tully Hall des Lincoln Center mit dem New York Chamber Orchestra, dessen Erster Oboist er wurde. Daneben trat er u. a. als Solist mit dem  Boston Symphony Orchestra bei Tourneen in Europa, in der Carnegie Hall, im Kennedy Center und in der Boston Symphony Hall, mit der Academy of St. Martin in the Fields, dem Orpheus Chamber Orchestra und den Berliner Philharmonikern auf, ist häufiger Gast der Chamber Music Society of Lincoln Center und spielte beim letzten Staatsdinner der Präsidentschaft Bill Clintons im Weißen Haus.
Beim Label Delos erschienen zwei Soloalben Vogels: Bach's Circle mit Oboensonaten des Barock und Oboe Obsession mit virtuosen Werken der Romantik. Mit Helmuth Rilling nahm er in Deutschland Kantaten Bachs auf. Daneben gehören auch Oboenkonzerte Richard Strauss', Ralph Vaughan Williams', Dave Amrams und Henri Lazarofs zu seinem Repertoire. Vogel ist Vorstandsmitglied der American Bach Society und Mitglied des Bach’s Circle Baroque Ensemble. Er unterrichtet am California Institute of the Arts, an der University of Southern California und am  Colburn Conservatory of Music.